# Сирионо (язык)
Сирионо́ (сирионо Mbia Chee, Mbya, Sirionó) — индейский язык, принадлежащий языковой семье тупи (группа тупи-гуарани, подгруппа II), на котором говорит менее 100 человек народа сирионо в деревне Сальватьерра, на фермах и ранчо около реки Бранко; в деревне Ибиато (Эвиато) северо-западной части департамента Санта-Крус и восточной части Бени в Боливии. У сирионо существует диалект юки, на котором говорит народ юки. Сирионо - устный язык, и его письменность была создана относительно недавно.

## Ареальная и генеалогическая информация

### Ареальная информация
Сирионо - язык народа сирионо (сами называют себя Mbia, что значит “люди”, свой язык - Mbia Cheё), проживающего на востоке департамента Бени и северо-западе департамента Санта Крус в деревне Ибиато (Эвиато), а также на фермах и ранчо вдоль реки Рио Бланко в деревне Сальватерра. 
Согласно исследованию антрополога Аллана Р. Холмберга, до 1930х годов большинство людей народа сирионо проживало в лесах равнин Мохос, к востоку от Тринидада. Однако уже в 1940-х годах многие жили и работали на фермах и ранчо, и практически единственные сирионо, не имевшие контакта с испаноговорящим населением, занимали леса к юго-востоку от деревни Эль Кармен.

### Генеалогическая информация
Согласно Glottolog, сирионо относится к языковой семье тупи, группа тупи-гуарани, подгруппа II, сириноидные. Гомер Л. Файрстоун в своей диссертации “Описание и классификация сирионо, языка тупи-гуарани”, выделяет язык курунгуа (Qurungua) как диалект сирионо. Кроме того, Файрстоун высказывает предположение, что языки янде (Jande), тиринье (Tirinie) и ньозе-нее (Nyeoze-Nee) также могут быть диалектами сирионо, однако для подтверждения данной теории требуются дальнейшие исследования.

## Социолингвистическая информация
В 1920-1940 годах было основано несколько миссий для сирионо, также была создана государственная индейская школа. Однако в конечном счете из-за жестокого обращения персонала и болезней данная школа привела к сильному уменьшению численности сирионо: из более чем 300 в 1940 году, к 1945 их осталось менее 150. 
В связи с тем, что многие сирионо оставили кочевую жизнь и работают на фермах и ранчо, язык утрачивается: основным становится испанский, на котором говорит большинство населения Боливии. Поэтому сегодня сирионо причислен к вымирающим языкам: согласно исследованию 2015 года, из всех проживающих на территории Боливии человек на данном языке говорит меньше сотни.

## Фонетика

### Гласные звуки
В языке сирионо 12 гласных. Произношение фонем /a/, /e/, /i/, /o/, /u/ совпадает с испанским, однако также есть заднеязычный /ɨ/. Остальные 6 гласных - назализованные.
|                | Передний ряд | Средний ряд | Задний ряд |
| Верхний подъём | /i/, /ï/     | /ɨ/, /ɨ̈/    | /u/, /ü/   |
| Средний подъём | /e/, /ë/     |             | /o/, /ö/   |
| Нижний подъём  |              | /a/, /ä/    |            |

### Согласные звуки
В различных исследованиях выделяют разные по способу и месту образования фонемы, также иногда не совпадает их количество. Перри и Анна Присты указывают 16 согласных фонем, Файрстоун же - 19. Ниже представлена классификация, приведенная в исследовании Гаспарини и Мендеса (2015 год):
|                           | Губные | Губные | Альвеолярные | Альвеолярные | Альвеолярно-палатальные | Альвеолярно-палатальные | Велярные | Глоттальные |  |
| Взрывные                  | p      | p      | t            | t            |                         |                         | k        |             |  |
| Палатализованные взрывные |        |        |              |              |                         |                         | ki       |             |  |
| Преназализованные         | mb     | mb     | nd           | nd           | ny                      | ny                      | ng       |             |  |
| Носовые                   | m      | m      | n            | n            | ñ                       | ñ                       |          |             |  |
| Фрикативные               | b      | b      | s            | sh           | ch                      | ch                      |          | j           |  |
| Простые вибранты          |        |        | r            | r            |                         |                         |          |             |  |
| Аппроксиманты             |        |        |              |              | y                       | y                       | w        |             |  |

## Типологическая характеристика

### Тип выражения грамматических значений
Язык сирионо имеет черты как синтетизма, так и аналитизма. Так, первый проявляется в выражении лица и числа (понятие рода отсутствует), которое происходит с помощью присоединения префикса к глаголу: 
| E-u      |
| 3SG-есть |
| Он ест   |

| a-choseɨ |
| 1SG-мыть |
| Я мою    |

Также синтетически образуются новые существительные. Например, суффикс -re обозначает того, кто совершил действие:
| ɨkɨa    | e-ɨkɨa-re      |
| убивать | 3SG-убивать-AG |
| убивать | Тот кто убил   |

Аналитически же в сирионо образуются, например, формы будущего и длительного времени:
| Kiaa                                | ñi | nge     | mbia | riki | uba       | uba   | ra |
| Лес                                 | в  | DIR.EVD | люди | COP  | двигаться | REDUP | CL |
| В лесу люди все время передвигались |    |         |      |      |           |       |    |

| Avión                          | kuasu   | ye | ra  | nande-bebe      |
| Самолет                        | большой | в  | FUT | 1PL.INCL-летать |
| Мы полетим на большом самолете |         |    |     |                 |

Генетивная зависимость иногда выражается тоже аналитически - при помощи частицы kia:
| Mbae             | tikuasu          | u                | kia              | re?              | Kiata          | chö            | e-u            | kia            | resë           |
| Что              | корова           | есть             | GEN              | Q                | Трава          | FOC            | 3SG-есть       | GEN            | очевидно       |
| Что едят коровы? | Что едят коровы? | Что едят коровы? | Что едят коровы? | Что едят коровы? | Они едят траву | Они едят траву | Они едят траву | Они едят траву | Они едят траву |

### Характер границы между морфемами
Сирионо является агглютинативным языком: 
| Taita                       | ke      | se-mbu-tiarö  | nda |
| Белый_человек               | DIR.EVD | 1SG-CAU-расти | CL  |
| Белый человек вырастил меня |         |               |     |

| Erɨɨseï-te          | ke      | ra |
| холодно-INTS        | DIR.EVD | CL |
| Здесь очень холодно |         |    |

### Локус маркирования

#### В посессивной именной группе
В языке сирионо существительные делятся на два класса: класс "посессивных существительных" требует наличия местоименного префикса, указывающего на владельца объекта. В основном к данному классу относятся части тела и бытовые предметы. Класс "автономных" существительных запрещает наличие владельца и включает в себя названия животных и природные объекты. 
В посессивной именной группе - нулевое маркирование. Отношения зависимости выражаются только порядком слов: обладатель-обладаемое. 
| Mbia                               | iba   | mbu-kiaca  | ja  |
| Люди                               | фрукт | CAU-красть | всe |
| Красть у всех фрукты (фрукты всех) |       |            |     |

Однако если обладатель выражен местоимением, то к обладаемому присоединяется местоименный префикс:
| Se-rerecua |
| 1SG-вождь  |
| Мой вождь  |

| Nande-cheë |
| 1PL-язык   |
| Наш язык   |

#### В предикации
В предикации осуществляется нулевое маркирование:
| Irachaë        | nge     | a-choseɨ | ra |
| Горшок         | DIR.EVD | 1SG-мыть | CL |
| Я вымыл горшок |         |          |    |

| Aba                  | se-riirï | ɨkia    | re? |
| Кто                  | 1SG-сын  | убивать | Q   |
| Кто убил моего сына? |          |         |     |

### Тип ролевой кодировки
В языке сирионо представлено два типа ролевой кодировки: директная и активно-стативная. Черты первой выражаются в фиксированном порядке слов, зависящим от типа глагола и участников (см. ниже раздел о базовом порядке слов):
| Amɨ̈                 | nge     | seache | ɨkia    | ra |
| Старик              | DIR.EVD | барсук | убивать | CL |
| Старик убил барсука |         |        |         |    |

| Tikise                                 | mbia | ke-reko-ä     | cose   |
| Мачете                                 | люди | 3SG-иметь-NEG | раньше |
| Много лет назад у людей не было мачете |      |               |        |

Однако также маркирование может осуществляться при помощи местоименных префиксов, что позволяет отнести его и к активно-стативному типу. Например, субъект активного переходного и непереходного глаголов будет иметь префикс a-, объект же переходного и субъект стативного непереходного глаголов - префикс se-: 
| Taita                       | ke      | se-mbu-tiarö       | nda |
| Белый_человек               | DIR.EVD | 1SG-CAU-выращивать | CL  |
| Белый человек вырастил меня |         |                    |     |

| Irachaë        | nge     | a-choseɨ | ra |
| Горшок         | DIR.EVD | 1SG-мыть | CL |
| Я вымыл горшок |         |          |    |

### Базовый порядок слов
Порядок слов зависит от типа глагола и участников. Когда у глагола есть местоименный префикс, первым идет объект:
| Avión                          | kuasu   | ye | ra  | nande-bebe      |
| Самолет                        | большой | в  | FUT | 1PL.INCL-летать |
| Мы полетим на большом самолете |         |    |     |                 |

Если глагол транзитивный, возможны порядки SOV, SVO и SOVO:
| Amɨ̈                 | nge     | seache | ɨkia    | ra |
| Старик              | DIR.EVD | барсук | убивать | CL |
| Старик убил барсука |         |        |         |    |

| Amɨ̈                | nge     | maë    | nge     | nyaka rɨsha | rese | ra |
| Старик             | DIR.EVD | видеть | DIR.EVD | тигр        | с    | CL |
| Старик видел тигра |         |        |         |             |      |    |

| Amɨ̈                     | nda       | ibashɨ | mondo  | ari-je      |
| Старик                  | INDIR.EVD | маис   | давать | старуха-BEN |
| Старик дал старухе маис |           |        |        |             |

При непереходных активных и стативных глаголах употребляется порядок SV:
| Amɨ̈           | nda       | nyasu  |
| Старик        | INDIR.EVD | мыться |
| Старик моется |           |        |

| Amɨ̈            | uku          | ke      | ra |
| Старик         | быть_высоким | DIR.EVD | CL |
| Старик высокий |              |         |    |

## Языковые особенности
- Язык сирионо имеет довольно большую систему местоименных префиксов, что характерно для языков Южной Америки, в которых преобладает активный строй. Для обозначения субъекта активного действия (A) и субъекта стативных глаголов (S) и объекта (P) используются разные префиксы. Также противопоставлены инклюзив и эксклюзив. В языке отсутствовала форма 3 лица множественного числа. Сейчас некоторые носители указательное местоимение ükï для выражения данной формы. Префиксы nande-/nde- изменяются в зависимости от начального согласного глагола (назализованного или преназализованного).

|                     |                                           | A            | P            | S            |
| Единственное число  | 1 лицо                                    | a-           | se-          | se-          |
| Единственное число  | 2 лицо                                    | ere-         | nde-/ne-     | nde-/ne-     |
| Единственное число  | 3 лицо                                    | ke           | e-           | e-           |
| Единственное число  | 3 лицо-COR                                |              | u            |              |
| Единственное число  | 1 лицо (при обращении к другому человеку) | are-         | are-         |              |
| Единственное число  | 1 лицо при обращении к группе людей       | ajё-         | ajё-         |              |
| Множественное число | 1 лицо включительно (1+2+3)               | nande-/nane- | nande-/nane- | nande-/nane- |
| Множественное число | 1 лицо не включительно (1+3)              | ure-         | ure-         | ure-         |
| Множественное число | 2 лицо                                    | jё-          | jё-          | jё-          |

- В сирионо отсутствует явное выражение прошедшего времени. Оно может быть задано с помощью частиц и наречий, указывающих степень завершенности действия. Например:
  - частицы ra / nda - действие завершено или будет завершено
  - частицы raё / ndaё - действие продолжается на момент разговора
  - наречие kose - до, раньше
- В данном языке употребляемые после глагола частицы позволяют выразить отношение говорящего к происходящему:
  - chä / ña - я говорю или делаю это намеренно, это важно для меня
  - chï / ñi - то, что я говорю, ново, оно удивило меня и может удивить тебя
  - chö / ño - для меня это удивительно, потому что я ожидал другого

## Список сокращений
1,2,3 - 1st, 2nd, 3rd person
AG - agent
BEN - beneficiary
CAU - causative
CL - closing particle
COP - copula
COR - coreference
DIR.EVD - direct evidential
FOC - focus
FUT - future
GEN - generic
INDIR.EVD - indirect evidential
INCL - inclusive (1st person)
INTS - intensifier
NEG - negation
O - object
PL - plural
Q - question marker
REDUP - reduplication
S - subject
SG - singular
V - verb